# Liste des chapelles de la Haute-Marne
La liste des chapelles de la Haute-Marne présente les chapelles de culte catholique situées sur le territoire des communes du départements français de Haute-Marne.
Il est fait état des diverses protections dont elles peuvent bénéficier, et notamment les inscriptions et classements au titre des monuments historiques.
Toutes sont situées dans le diocèse de Langres.

## Liste
| Chapelle                                                                          | Commune                        | Adresse | Coordonnées                      | Notice         | Protection                                      | Date | Illustration                                                  |
| --------------------------------------------------------------------------------- | ------------------------------ | ------- | -------------------------------- | -------------- | ----------------------------------------------- | ---- | ------------------------------------------------------------- |
| Chapelle Notre-Dame de Montrot                                                    | Arc-en-Barrois                 |         | 47° 55′ 43″ nord, 5° 01′ 17″ est |                |                                                 |      | Image manquante Téléverser                                    |
| Chapelle Notre-Dame-de-Pitié de la Vignotte                                       | Arc-en-Barrois                 |         | 47° 56′ 57″ nord, 5° 00′ 02″ est |                |                                                 |      | Image manquante Téléverser                                    |
| Chapelle Sainte-Anne d'Arc-en-Barrois                                             | Arc-en-Barrois                 |         | 47° 57′ 08″ nord, 5° 00′ 23″ est |                |                                                 |      | Image manquante Téléverser                                    |
| Chapelle Saint-Martin d'Arc-en-Barrois                                            | Arc-en-Barrois                 |         | 47° 56′ 53″ nord, 5° 00′ 52″ est |                |                                                 |      | Image manquante Téléverser                                    |
| Chapelle Saint-Pierre de Val Bruant                                               | Arc-en-Barrois                 |         | 47° 55′ 36″ nord, 5° 02′ 50″ est |                |                                                 |      | Image manquante Téléverser                                    |
| Chapelle des détenues d'Auberive                                                  | Auberive                       |         | 47° 47′ 20″ nord, 5° 03′ 41″ est |                |                                                 |      | Image manquante Téléverser                                    |
| Chapelle Saint-Rémy de Ferme d'Allofroy                                           | Auberive                       |         | 47° 46′ 18″ nord, 5° 05′ 29″ est |                |                                                 |      | Image manquante Téléverser                                    |
| Chapelle Saint-Georges d'Aujeurres                                                | Aujeurres                      |         | 47° 44′ 42″ nord, 5° 10′ 54″ est |                |                                                 |      | Image manquante Téléverser                                    |
| Chapelle de la Vierge-des-Pauvres et Notre-Dame de Banneux de Laneuville-à-Bayard | Bayard-sur-Marne               |         | 48° 32′ 58″ nord, 5° 04′ 09″ est |                |                                                 |      | Image manquante Téléverser                                    |
| Chapelle de Bois planté                                                           | Bayard-sur-Marne               |         | 48° 33′ 19″ nord, 5° 04′ 47″ est |                |                                                 |      | Image manquante Téléverser                                    |
| Chapelle Saint-Roch de Biesles                                                    | Biesles                        |         | 48° 05′ 02″ nord, 5° 17′ 58″ est |                |                                                 |      | Image manquante Téléverser                                    |
| Chapelle votive de Blécourt                                                       | Blécourt                       |         | 50° 13′ 02″ nord, 3° 12′ 34″ est |                |                                                 |      | Image manquante Téléverser                                    |
| Chapelle Sainte-Bologne de Roôcourt-la-Côte                                       | Bologne                        |         | 48° 13′ 19″ nord, 5° 08′ 47″ est |                |                                                 |      | Chapelle Sainte-Bologne de Roôcourt-la-Côte                   |
| Chapelle Notre-Dame-de-Lorette de Bonnecourt                                      | Bonnecourt                     |         | 47° 57′ 33″ nord, 5° 28′ 05″ est |                |                                                 |      | Image manquante Téléverser                                    |
| Chapelle Notre-Dame-de-la-Salette du Montot                                       | Bourbonne-les-Bains            |         | 47° 55′ 09″ nord, 5° 46′ 22″ est |                |                                                 |      | Image manquante Téléverser                                    |
| Chapelle Saint-Joseph de La Crête                                                 | Bourdons-sur-Rognon            |         | 48° 12′ 19″ nord, 5° 19′ 07″ est |                |                                                 |      | Image manquante Téléverser                                    |
| Chapelle Saint-Nicolas de Bourg                                                   | Bourg                          |         | 47° 47′ 27″ nord, 5° 19′ 00″ est |                |                                                 |      | Image manquante Téléverser                                    |
| Chapelle Saint-Roch de Goncourt                                                   | Bourmont-entre-Meuse-et-Mouzon |         | 48° 14′ 12″ nord, 5° 36′ 20″ est |                |                                                 |      | Image manquante Téléverser                                    |
| Chapelle ermitage Saint-Hilaire de Breuvannes                                     | Breuvannes-en-Bassigny         |         | 48° 05′ 59″ nord, 5° 36′ 44″ est |                |                                                 |      | Chapelle ermitage Saint-Hilaire de Breuvannes                 |
| Chapelle Notre-Dame-de-la-Paix de Chalindrey                                      | Chalindrey                     |         | 47° 48′ 23″ nord, 5° 26′ 18″ est |                |                                                 |      | Image manquante Téléverser                                    |
| Chapelle Saint-Thiébault de Chambroncourt                                         | Chambroncourt                  |         | 48° 20′ 53″ nord, 5° 24′ 04″ est |                |                                                 |      | Image manquante Téléverser                                    |
| Chapelle Saint-Roch de Champigneulles-en-Bassigny                                 | Champigneulles-en-Bassigny     |         | 48° 07′ 56″ nord, 5° 38′ 00″ est |                |                                                 |      | Chapelle Saint-Roch de Champigneulles-en-Bassigny             |
| Chapelle Notre-Dame-en-son-Assomption de Buxereuilles                             | Chaumont                       |         | 48° 07′ 34″ nord, 5° 08′ 08″ est | « PA00079008 » | Inscrit MH                                      | 1928 | Chapelle Notre-Dame-en-son-Assomption de Buxereuilles         |
| Chapelle du collège des Jésuites de Chaumont                                      | Chaumont                       |         | 48° 06′ 45″ nord, 5° 08′ 29″ est | « PA00079010 » | Classé MH                                       | 1840 | Chapelle du collège des Jésuites de Chaumont                  |
| Chapelle de la caserne de gendarmerie de Chaumont                                 | Chaumont                       |         | 48° 06′ 13″ nord, 5° 08′ 34″ est |                |                                                 |      | Image manquante Téléverser                                    |
| Chapelle Sainte-Madeleine de Chaumont                                             | Chaumont                       |         | 48° 07′ 12″ nord, 5° 08′ 23″ est |                |                                                 |      | Chapelle Sainte-Madeleine de Chaumont                         |
| Chapelle de la Trinité de Châteauvillain                                          | Châteauvillain                 |         | 48° 02′ 12″ nord, 4° 54′ 47″ est | « PA00079001 » | Inscrit MH                                      | 1974 | Image manquante Téléverser                                    |
| Chapelle de la maison de retraite du Châteauvillain                               | Châteauvillain                 |         | 48° 02′ 07″ nord, 4° 55′ 14″ est |                |                                                 |      | Image manquante Téléverser                                    |
| Chapelle du cimetière de Cirfontaines-en-Azois                                    | Cirfontaines-en-Azois          |         | 48° 06′ 26″ nord, 4° 52′ 37″ est |                |                                                 |      | Image manquante Téléverser                                    |
| Chapelle Notre-Dame-des-Sept-Douleurs de Coiffy-le-Bas                            | Coiffy-le-Bas                  |         | 47° 54′ 49″ nord, 5° 40′ 46″ est |                |                                                 |      | Image manquante Téléverser                                    |
| Chapelle romane de Consigny                                                       | Consigny                       |         | 48° 10′ 08″ nord, 5° 24′ 59″ est | « PA00079043 » | Classé MH                                       | 1925 | Image manquante Téléverser                                    |
| Chapelle Saint-Roch de Coupray                                                    | Coupray                        |         | 47° 58′ 26″ nord, 4° 56′ 45″ est |                |                                                 |      | Image manquante Téléverser                                    |
| Chapelle de Trestondans                                                           | Cusey                          |         | 47° 36′ 17″ nord, 5° 21′ 11″ est | « PA00079045 » | Inscrit MH                                      | 1939 | Image manquante Téléverser                                    |
| Chapelle Notre-Dame-de-Lourdes de Cusey                                           | Cusey                          |         | 47° 37′ 28″ nord, 5° 20′ 03″ est |                |                                                 |      | Image manquante Téléverser                                    |
| Chapelle Notre-Dame-des-Ermites de Cuves                                          | Cuves                          |         | 48° 05′ 45″ nord, 5° 26′ 30″ est |                |                                                 |      | Image manquante Téléverser                                    |
| Chapelle Saint-Pierre de Dampierre                                                | Dampierre                      |         | 47° 57′ 57″ nord, 5° 23′ 07″ est |                |                                                 |      | Image manquante Téléverser                                    |
| Chapelle du cimetière d'Eurville-Bienville                                        | Eurville-Bienville             |         | 48° 35′ 02″ nord, 5° 02′ 01″ est |                |                                                 |      | Image manquante Téléverser                                    |
| Chapelle Sainte-Menehould de Bienville                                            | Eurville-Bienville             |         | à géolocaliser                   |                |                                                 |      | Chapelle Sainte-Menehould de Bienville                        |
| Chapelle Notre-Dame de Fermes de Lavrigny                                         | Frécourt                       |         | 47° 56′ 38″ nord, 5° 27′ 29″ est |                |                                                 |      | Chapelle Notre-Dame de Fermes de Lavrigny                     |
| Chapelle Saint-Maurice de Guindrecourt-sur-Blaise                                 | Guindrecourt-sur-Blaise        |         | 48° 17′ 23″ nord, 4° 58′ 27″ est |                |                                                 |      | Image manquante Téléverser                                    |
| Chapelle de l'abbaye de Beaulieu                                                  | Haute-Amance                   |         | 47° 49′ 29″ nord, 5° 34′ 12″ est |                |                                                 |      | Chapelle de l'abbaye de Beaulieu                              |
| Chapelle Saint-Didier de Hortes                                                   | Haute-Amance                   |         | 47° 50′ 16″ nord, 5° 33′ 16″ est |                |                                                 |      | Image manquante Téléverser                                    |
| Chapelle Sainte-Anne de Joinville                                                 | Joinville                      |         | 48° 26′ 19″ nord, 5° 08′ 08″ est | « PA00079077 » | Classé MH                                       | 1909 | Chapelle Sainte-Anne de Joinville                             |
| Chapelle du couvent des Annonciades célestes de Joinville                         | Joinville                      |         | à géolocaliser                   |                |                                                 |      | Image manquante Téléverser                                    |
| Chapelle Saint-Berchaire de Montier-en-Der                                        | La Porte du Der                |         | 48° 28′ 32″ nord, 4° 46′ 20″ est | « PA00079152 » |                                                 |      | Image manquante Téléverser                                    |
| Chapelle Notre-Dame-de-la-Reconnaissance de Laneuvelle                            | Laneuvelle                     |         | 47° 55′ 18″ nord, 5° 41′ 04″ est |                |                                                 |      | Image manquante Téléverser                                    |
| Chapelle de Langres                                                               | Langres                        |         | 47° 51′ 48″ nord, 5° 20′ 08″ est | « PA00079089 » | Inscrit MH                                      | 1929 | Image manquante Téléverser                                    |
| Chapelle du couvent des Carmes-Déchaux de Langres                                 | Langres                        |         | 47° 52′ 00″ nord, 5° 19′ 54″ est |                |                                                 |      | Chapelle du couvent des Carmes-Déchaux de Langres             |
| Chapelle Notre-Dame-de-la-Délivrance du mont des Fourches                         | Langres                        |         | 47° 52′ 30″ nord, 5° 19′ 33″ est |                |                                                 |      | Image manquante Téléverser                                    |
| Chapelle de l'hôpital de la Charité de Langres                                    | Langres                        |         | 47° 52′ 03″ nord, 5° 20′ 13″ est |                |                                                 |      | Image manquante Téléverser                                    |
| Chapelle du collège des Jésuites de Langres                                       | Langres                        |         | 47° 51′ 43″ nord, 5° 20′ 03″ est |                |                                                 |      | Chapelle du collège des Jésuites de Langres                   |
| Chapelle du couvent des Ursulines de Langres                                      | Langres                        |         | 47° 51′ 53″ nord, 5° 19′ 51″ est |                |                                                 |      | Chapelle du couvent des Ursulines de Langres                  |
| Chapelle Sainte-Anne de Ferme Sainte-Anne                                         | Langres                        |         | 47° 51′ 37″ nord, 5° 18′ 49″ est |                |                                                 |      | Image manquante Téléverser                                    |
| Chapelle du cimetière de Latrecey                                                 | Latrecey-Ormoy-sur-Aube        |         | 47° 59′ 12″ nord, 4° 51′ 29″ est |                |                                                 |      | Chapelle du cimetière de Latrecey                             |
| Chapelle du prieuré-hôpital Saint-Évrard de Moiron-le-Bas                         | Laville-aux-Bois               |         | 48° 04′ 19″ nord, 5° 15′ 33″ est |                |                                                 |      | Image manquante Téléverser                                    |
| Chapelle Saint-Évrard de Moiron-le-Bas                                            | Laville-aux-Bois               |         | 48° 04′ 19″ nord, 5° 15′ 30″ est |                |                                                 |      | Image manquante Téléverser                                    |
| Chapelle Notre-Dame-des-Victoires de Lecey                                        | Lecey                          |         | 47° 51′ 53″ nord, 5° 26′ 36″ est |                |                                                 |      | Image manquante Téléverser                                    |
| Chapelle Notre-Dame du Grand-Ru de Levécourt                                      | Levécourt                      |         | 48° 08′ 46″ nord, 5° 32′ 18″ est |                |                                                 |      | Chapelle Notre-Dame du Grand-Ru de Levécourt                  |
| Chapelle Saint-Joseph de Maranville                                               | Maranville                     |         | 48° 08′ 11″ nord, 4° 51′ 55″ est |                |                                                 |      | Image manquante Téléverser                                    |
| Chapelle Notre-Dame de Presles                                                    | Marcilly-en-Bassigny           |         | 47° 52′ 43″ nord, 5° 34′ 03″ est | « PA00079145 » | Classé MH                                       | 1909 | Chapelle Notre-Dame de Presles                                |
| Chapelle Notre-Dame-des-Vignes de Melay                                           | Melay                          |         | 47° 53′ 38″ nord, 5° 49′ 12″ est |                |                                                 |      | Image manquante Téléverser                                    |
| Chapelle Saint-Aubin de Moëslains                                                 | Moëslains                      |         | 48° 38′ 15″ nord, 4° 57′ 00″ est | « PA00079151 » | Classé MH                                       | 1862 | Chapelle Saint-Aubin de Moëslains                             |
| Chapelle du château de Neuilly-sur-Suize                                          | Neuilly-sur-Suize              |         | 48° 02′ 55″ nord, 5° 08′ 56″ est |                |                                                 |      | Image manquante Téléverser                                    |
| Chapelle funéraire de la famille Coquillard à Ninville                            | Ninville                       |         | à géolocaliser                   |                |                                                 |      | Chapelle funéraire de la famille Coquillard à Ninville        |
| Chapelle Sainte-Ursule de Fresnoy-en-Bassigny                                     | Parnoy-en-Bassigny             |         | 48° 03′ 29″ nord, 5° 40′ 11″ est |                |                                                 |      | Image manquante Téléverser                                    |
| Chapelle du château de Rennepont                                                  | Rennepont                      |         | 48° 08′ 57″ nord, 4° 51′ 13″ est |                |                                                 |      | Image manquante Téléverser                                    |
| Chapelle Notre-Dame de Méchineix                                                  | Riaucourt                      |         | 48° 10′ 25″ nord, 5° 09′ 16″ est | « IA52000929 » |                                                 |      | Image manquante Téléverser                                    |
| Chapelle funéraire de la famille Dauvé dite chapelle de Maison Renaud             | Richebourg                     |         | 48° 01′ 49″ nord, 5° 03′ 04″ est |                |                                                 |      | Image manquante Téléverser                                    |
| Chapelle du cimetière de Rimaucourt                                               | Rimaucourt                     |         | 48° 15′ 20″ nord, 5° 20′ 09″ est |                |                                                 |      | Image manquante Téléverser                                    |
| Chapelle Saint-Menge de Lannes                                                    | Rolampont                      |         | 47° 56′ 04″ nord, 5° 18′ 35″ est |                |                                                 |      | Image manquante Téléverser                                    |
| Chapelle de Suxy                                                                  | Saint-Broingt-les-Fosses       |         | 47° 41′ 59″ nord, 5° 17′ 37″ est | « PA00079219 » | Inscrit MH                                      | 1926 | Image manquante Téléverser                                    |
| Chapelle de Cité des Ajots                                                        | Saint-Dizier                   |         | 48° 37′ 42″ nord, 4° 57′ 13″ est |                |                                                 |      | Chapelle de Cité des Ajots                                    |
| Chapelle de la base aérienne 113 de Saint-Dizier                                  | Saint-Dizier                   |         | à géolocaliser                   |                |                                                 |      | Image manquante Téléverser                                    |
| Chapelle de la maison diocésaine Saint-Michel de Saint-Dizier                     | Saint-Dizier                   |         | 48° 38′ 09″ nord, 4° 56′ 51″ est |                |                                                 |      | Chapelle de la maison diocésaine Saint-Michel de Saint-Dizier |
| Chapelle de l'établissement scolaire de l'Immaculée-Conception de Saint-Dizier    | Saint-Dizier                   |         | à géolocaliser                   |                |                                                 |      | Image manquante Téléverser                                    |
| Chapelle des religieuses de l'Assomption de Saint-Dizier                          | Saint-Dizier                   |         | 48° 37′ 50″ nord, 4° 57′ 02″ est |                |                                                 |      | Chapelle des religieuses de l'Assomption de Saint-Dizier      |
| Chapelle du couvent de l'Adoration-Réparatrice de Saint-Dizier                    | Saint-Dizier                   |         | à géolocaliser                   |                |                                                 |      | Image manquante Téléverser                                    |
| Chapelle du couvent des Sœurs de la Sagesse de Saint-Loup-sur-Aujon               | Saint-Loup-sur-Aujon           |         | 47° 53′ 18″ nord, 5° 05′ 24″ est |                |                                                 |      | Image manquante Téléverser                                    |
| Chapelle du couvent Saint-Loup de Courcelles-sur-Aujon                            | Saint-Loup-sur-Aujon           |         | 47° 53′ 33″ nord, 5° 05′ 34″ est |                |                                                 |      | Image manquante Téléverser                                    |
| Chapelle Sainte-Anne de Courcelles-sur-Aujon                                      | Saint-Loup-sur-Aujon           |         | 47° 53′ 39″ nord, 5° 05′ 37″ est |                |                                                 |      | Image manquante Téléverser                                    |
| Chapelle Sainte-Anastasie de Semoutiers-Montsaon                                  | Semoutiers-Montsaon            |         | 48° 03′ 04″ nord, 5° 03′ 24″ est |                |                                                 |      | Image manquante Téléverser                                    |
| Chapelle Sainte-Colombe de Sainte-Colombe (Haute-Marne)                           | Sommevoire                     |         | 48° 23′ 22″ nord, 4° 50′ 32″ est |                |                                                 |      | Image manquante Téléverser                                    |
| Chapelle Sainte-Clotilde de Montigny-le-Roi                                       | Val-de-Meuse                   |         | 47° 59′ 57″ nord, 5° 29′ 39″ est |                |                                                 |      | Image manquante Téléverser                                    |
| Chapelle Sainte-Madeleine de Montigny-le-Roi                                      | Val-de-Meuse                   |         | 48° 00′ 10″ nord, 5° 30′ 01″ est |                |                                                 |      | Image manquante Téléverser                                    |
| Chapelle Saint-Gengoulph de Varennes-sur-Amance                                   | Varennes-sur-Amance            |         | 47° 53′ 42″ nord, 5° 37′ 08″ est | « PA00079248 » | Inscrit MH Chapelle, à l'exclusion du clocheton | 1972 | Chapelle Saint-Gengoulph de Varennes-sur-Amance               |
| Chapelle de Ferme de Saussa                                                       | Vecqueville                    |         | 48° 27′ 17″ nord, 5° 07′ 17″ est |                |                                                 |      | Image manquante Téléverser                                    |
| Chapelle Notre-Dame-de-Pitié de Vesaignes-sous-Lafauche                           | Vesaignes-sous-Lafauche        |         | 48° 16′ 32″ nord, 5° 26′ 29″ est |                |                                                 |      | Chapelle Notre-Dame-de-Pitié de Vesaignes-sous-Lafauche       |
| Chapelle sépulcrale de Vesaignes-sous-Lafauche                                    | Vesaignes-sous-Lafauche        |         | 48° 16′ 51″ nord, 5° 26′ 08″ est |                |                                                 |      | Chapelle sépulcrale de Vesaignes-sous-Lafauche                |
| Chapelle Sainte-Germaine de Colline du Frillouse                                  | Vicq                           |         | 47° 55′ 41″ nord, 5° 35′ 46″ est |                |                                                 |      | Image manquante Téléverser                                    |
| Chapelle Notre-Dame-du-Val de Vignory                                             | Vignory                        |         | 48° 16′ 51″ nord, 5° 04′ 31″ est |                |                                                 |      | Image manquante Téléverser                                    |
| Chapelle de l'Ange-Gardien de Villiers-le-Sec                                     | Villiers-le-Sec                |         | 48° 06′ 21″ nord, 5° 03′ 50″ est |                |                                                 |      | Chapelle de l'Ange-Gardien de Villiers-le-Sec                 |
| Chapelle Notre-Dame-de-Bonne-Garde de Villiers-sur-Suize                          | Villiers-sur-Suize             |         | 47° 58′ 44″ nord, 5° 10′ 51″ est |                |                                                 |      | Image manquante Téléverser                                    |
| Chapelle Saint-Hilaire de Vouécourt                                               | Vouécourt                      |         | 48° 15′ 43″ nord, 5° 07′ 30″ est |                |                                                 |      | Image manquante Téléverser                                    |
| Chapelle de l'Hôtel-Dieu de Wassy                                                 | Wassy                          |         | 48° 29′ 56″ nord, 4° 57′ 02″ est |                |                                                 |      | Chapelle de l'Hôtel-Dieu de Wassy                             |
| Chapelle Ménissier                                                                | Wassy                          |         | 48° 30′ 00″ nord, 4° 56′ 54″ est |                |                                                 |      | Image manquante Téléverser                                    |
| Chapelle Sainte-Barbe d'Épizon                                                    | Épizon                         |         | 48° 22′ 24″ nord, 5° 20′ 13″ est |                |                                                 |      | Image manquante Téléverser                                    |